# Almonte (Huelva)
Almonte és un municipi a la província de Huelva, a la comunitat autònoma d'Andalusia. En aquesta població hi ha el santuari de El Rocío i part del territori del Parc de Doñana.
| 1996   | 1998   | 1999   | 2000   | 2001   | 2002   | 2003   | 2004   | 2005   | 2006   |
| ------ | ------ | ------ | ------ | ------ | ------ | ------ | ------ | ------ | ------ |
| 16.264 | 16.902 | 17.202 | 17.444 | 17.687 | 18.151 | 18.446 | 19.191 | 19.641 | 20.224 |